# Gabriel de Nassau
El príncipe Gabriel de Nassau (en luxemburgués: Gabriel Michael Louis Ronny; Ginebra, 12 de marzo de 2006) es el hijo primogénito del príncipe Luis de Luxemburgo y de su exesposa, Tessy Antony.
Después de la boda, el príncipe Luis renunció a su derecho de sucesión y a los derechos de Gabriel y sus futuros hijos, por lo tanto, el príncipe Gabriel, así como su hermano menor, Noé, no se incluyen en la línea de sucesión al trono de Luxemburgo.

## Nacimiento y bautismo
El príncipe Gabriel nació el 12 de marzo de 2006, seis meses antes del matrimonio de sus padres, ocurrido el 29 de septiembre del mismo año. El nacimiento tuvo lugar en una clínica privada llamada Clinique des Grangettes, situada en la región de Ginebra, Suiza. Gabriel es el primer nieto del Gran Duque de Luxemburgo, Enrique y su esposa, María Teresa.
Fue bautizado el 22 de abril, del mismo año de su nacimiento, en la Iglesia Parroquial de Gilsdorf, Bettendorf. En la ceremonia estaban presentes miembros de ambas familias de sus padres, incluyendo el Gran Duque Enrique, la Gran Duquesa María Teresa y el Gran Duque heredero, Guillermo.
Fueron sus padrinos:
- Alejandra de Luxemburgo, su tía paterna;
- Ronny Antony, su tío materno.

## Apariciones públicas y eventos religiosos
Como miembro de la Familia gran ducal luxemburguesa, el príncipe Gabriel es una presencia constante en las celebraciones del Gran Ducado.
Gabriel estaba en los matrimonios de sus tíos: Guillermo, Gran Duque Heredero de Luxemburgo, con la condesa Estefanía de Lannoy, en octubre de 2012; y Félix de Luxemburgo con Clara Lademacher, en septiembre de 2013.
El 24 de mayo de 2014, el príncipe Gabriel hizo su primera comunión en la Iglesia Saint-Michel, en Luxemburgo. Los abuelos de Gabriel y sus tíos, padres y hermano, asistieron a la ceremonia.
El 21 de marzo de 2016, Gabriel, acompañado de otros miembros de la familia gran ducal, asistió a una audiencia privada con Francisco. Durante la ocasión, el príncipe sonrió feliz para los fotógrafos allí reunidos.

## Títulos y tratamientos
| ● 12 de marzo de 2006-23 de junio de 2009: | Gabriel de Nassau                            |
| ● 23 de junio de 2009-presente:            | Su alteza real el príncipe Gabriel de Nassau |

El 23 de junio de 2009, Día Nacional de Luxemburgo, el Gran Duque Enrique emitió un decreto oficial para otorgar a Tessy Antony los títulos de "Princesa de Luxemburgo", "Princesa de Nassau" y "Princesa de Borbón-Parma" con el tratamiento de "Su Alteza Real". La misma proclamación otorgó el título de "Príncipe de Nassau" y tratamiento de "Su Alteza Real" a sus hijos, Gabriel y Noé, y los posibles futuros hijos.

## Ancestros
|  |                                           |  |  |  |  |  |  |  |  |  |  |  |  |  |  |  |
|  | 16. Príncipe Félix de Borbón-Parma        |  |  |  |  |  |  |  |  |  |  |  |  |  |  |  |
|  |                                           |  |  |  |  |  |  |  |  |  |  |  |  |  |  |  |
|  |                                           |  |  |  |  |  |  |  |  |  |  |  |  |  |  |  |
|  | 8. Gran Duque Juan de Luxemburgo          |  |  |  |  |  |  |  |  |  |  |  |  |  |  |  |
|  |                                           |  |  |  |  |  |  |  |  |  |  |  |  |  |  |  |
|  |                                           |  |  |  |  |  |  |  |  |  |  |  |  |  |  |  |
|  | 17. Gran Duquesa Carlota de Luxemburgo    |  |  |  |  |  |  |  |  |  |  |  |  |  |  |  |
|  |                                           |  |  |  |  |  |  |  |  |  |  |  |  |  |  |  |
|  |                                           |  |  |  |  |  |  |  |  |  |  |  |  |  |  |  |
|  | 4. Gran Duque Enrique de Luxemburgo       |  |  |  |  |  |  |  |  |  |  |  |  |  |  |  |
|  |                                           |  |  |  |  |  |  |  |  |  |  |  |  |  |  |  |
|  |                                           |  |  |  |  |  |  |  |  |  |  |  |  |  |  |  |
|  | 18. Rey Leopoldo III de Bêlgica           |  |  |  |  |  |  |  |  |  |  |  |  |  |  |  |
|  |                                           |  |  |  |  |  |  |  |  |  |  |  |  |  |  |  |
|  |                                           |  |  |  |  |  |  |  |  |  |  |  |  |  |  |  |
|  | 9. Princesa Josefina Carlota de Bélgica   |  |  |  |  |  |  |  |  |  |  |  |  |  |  |  |
|  |                                           |  |  |  |  |  |  |  |  |  |  |  |  |  |  |  |
|  |                                           |  |  |  |  |  |  |  |  |  |  |  |  |  |  |  |
|  | 19. Princesa Astrid de Suecia             |  |  |  |  |  |  |  |  |  |  |  |  |  |  |  |
|  |                                           |  |  |  |  |  |  |  |  |  |  |  |  |  |  |  |
|  |                                           |  |  |  |  |  |  |  |  |  |  |  |  |  |  |  |
|  | 2. Príncipe Luis de Luxemburgo            |  |  |  |  |  |  |  |  |  |  |  |  |  |  |  |
|  |                                           |  |  |  |  |  |  |  |  |  |  |  |  |  |  |  |
|  |                                           |  |  |  |  |  |  |  |  |  |  |  |  |  |  |  |
|  | 20. José Antonio Mestre y Ramos-Almeyda   |  |  |  |  |  |  |  |  |  |  |  |  |  |  |  |
|  |                                           |  |  |  |  |  |  |  |  |  |  |  |  |  |  |  |
|  |                                           |  |  |  |  |  |  |  |  |  |  |  |  |  |  |  |
|  | 10. José Antonio Mestre y Álvarez         |  |  |  |  |  |  |  |  |  |  |  |  |  |  |  |
|  |                                           |  |  |  |  |  |  |  |  |  |  |  |  |  |  |  |
|  |                                           |  |  |  |  |  |  |  |  |  |  |  |  |  |  |  |
|  | 21. María Narcisa Álvarez y Tabío         |  |  |  |  |  |  |  |  |  |  |  |  |  |  |  |
|  |                                           |  |  |  |  |  |  |  |  |  |  |  |  |  |  |  |
|  |                                           |  |  |  |  |  |  |  |  |  |  |  |  |  |  |  |
|  | 5. María Teresa Mestre y Batista          |  |  |  |  |  |  |  |  |  |  |  |  |  |  |  |
|  |                                           |  |  |  |  |  |  |  |  |  |  |  |  |  |  |  |
|  |                                           |  |  |  |  |  |  |  |  |  |  |  |  |  |  |  |
|  | 22. Agustín Batista y González de Mendoza |  |  |  |  |  |  |  |  |  |  |  |  |  |  |  |
|  |                                           |  |  |  |  |  |  |  |  |  |  |  |  |  |  |  |
|  |                                           |  |  |  |  |  |  |  |  |  |  |  |  |  |  |  |
|  | 11. María Teresa Batista y Falla          |  |  |  |  |  |  |  |  |  |  |  |  |  |  |  |
|  |                                           |  |  |  |  |  |  |  |  |  |  |  |  |  |  |  |
|  |                                           |  |  |  |  |  |  |  |  |  |  |  |  |  |  |  |
|  | 23. María Teresa Falla y Bonet            |  |  |  |  |  |  |  |  |  |  |  |  |  |  |  |
|  |                                           |  |  |  |  |  |  |  |  |  |  |  |  |  |  |  |
|  |                                           |  |  |  |  |  |  |  |  |  |  |  |  |  |  |  |
|  | 1. Príncipe Gabriel de Nassau             |  |  |  |  |  |  |  |  |  |  |  |  |  |  |  |
|  |                                           |  |  |  |  |  |  |  |  |  |  |  |  |  |  |  |
|  |                                           |  |  |  |  |  |  |  |  |  |  |  |  |  |  |  |
|  | 6. François Antony                        |  |  |  |  |  |  |  |  |  |  |  |  |  |  |  |
|  |                                           |  |  |  |  |  |  |  |  |  |  |  |  |  |  |  |
|  |                                           |  |  |  |  |  |  |  |  |  |  |  |  |  |  |  |
|  | 3. Tessy Antony                           |  |  |  |  |  |  |  |  |  |  |  |  |  |  |  |
|  |                                           |  |  |  |  |  |  |  |  |  |  |  |  |  |  |  |
|  |                                           |  |  |  |  |  |  |  |  |  |  |  |  |  |  |  |
|  | 7. Régine Anne Heidemann                  |  |  |  |  |  |  |  |  |  |  |  |  |  |  |  |
|  |                                           |  |  |  |  |  |  |  |  |  |  |  |  |  |  |  |
|  |                                           |  |  |  |  |  |  |  |  |  |  |  |  |  |  |  |